# Sufganiyah
La Sufganiyah (plurale: Sufganiyot) è una frittella ripiena simile al bombolone o ciambella, che potrebbe essere trovata in diverse misure. La Sufganiyah si mangia in Israele e in tutto il mondo durante la festa ebraica di Chanukkah. La pastella viene fritta nell'olio, riempita con marmellata o crema pasticcera e poi ricoperta di zucchero a velo. La ricetta è nata in Europa nel 1500, e nel 1800 era ben conosciuta come Krapfen. Gli ebrei polacchi, che lo chiamavano pączki, lo friggevano nello schmaltz (grasso animale sfuso, di pollo o di oca) anziché nel lardo a causa delle norme della Casherut. Il pączki o krapfen fu portato in Israele dagli immigrati ebrei polacchi, dove fu ribattezzato sufganiyah, basato sulla descrizione del Talmud di un "impasto spugnoso".

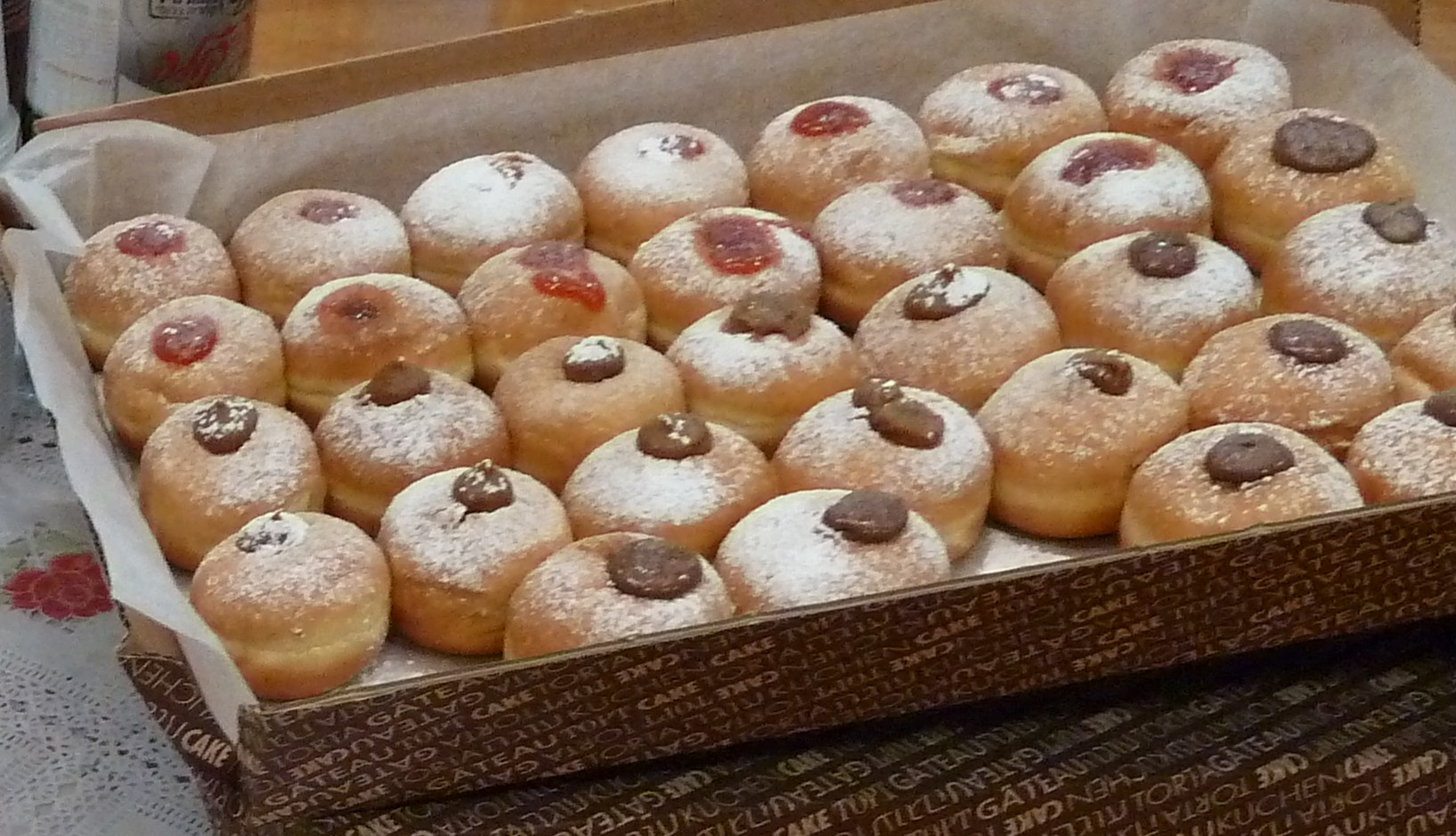
Sufganiyah

## Contesto
Durante la Chanukkah, gli ebrei osservano l'usanza di mangiare cibi fritti in commemorazione del miracolo dell'olio nel Tempio. La tradizione di mangiare pasticcini fritti durante la festa ebraica era considerata antica anche al tempo del rabbino Maimonide del XII secolo, il cui padre, Rabbi Maimon ben Yosef, scrisse che "non si deve prendere in considerazione l'usanza di mangiare sofganim [frittelle fritte] durante la Chanukkah. È un'usanza dei Kadmonim [gli antichi]". Questi sofganim erano probabilmente torte fritte imbevute di sciroppo, simili alla moderna jalebi nel mondo arabo.

## Etimologia
La parola ebraica Sufganiyah è un neologismo per "impasto", basato sulle parole talmudiche sofgan e sfogga, che si riferiscono a un "impasto spugnoso". Sfinj, una ciambella magrebina, proviene dalla stessa radice.
Un racconto popolare israeliano sostiene che la parola sufganiyah derivi dall'espressione ebraica "Sof Gan Yud-Heh", che significa "la fine del Giardino del Signore" (riferito al Giardino dell'Eden). Secondo la leggenda, quando Adamo ed Eva furono cacciati dal Giardino dal Signore, li rallegrò nutrendoli con sufganiyot. Nessun commentatore noto del Tanakh supporta questa interpretazione.

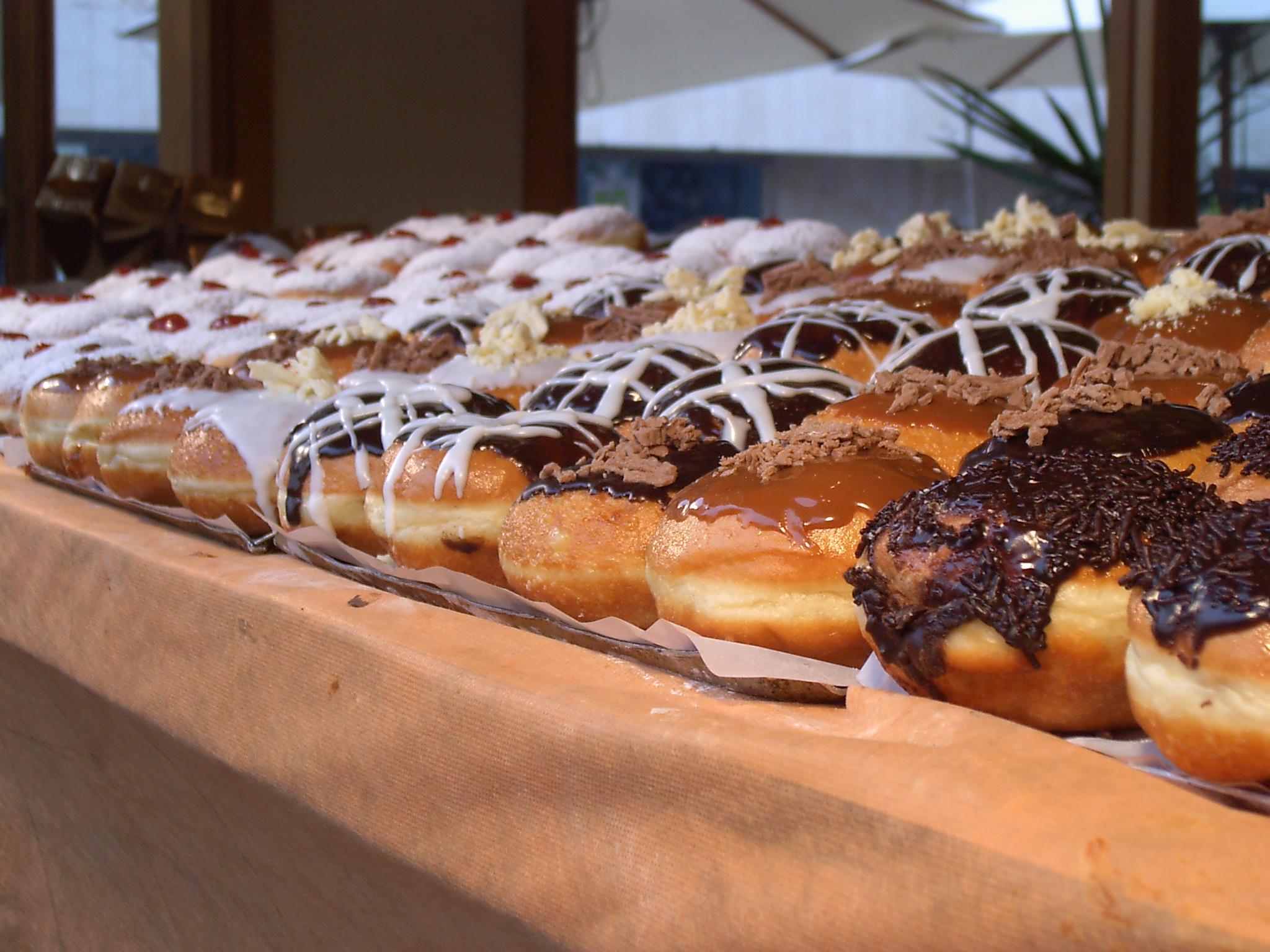
Sufganiyot in un panificio a Tel Aviv, Israele.

## Storia
Secondo lo storico alimentare Gil Marks, la ricetta per una ciambella ripiena è stata pubblicata per la prima volta in un libro di cucina del 1485 a Norimberga, in Germania. Questa ciambella divenne popolare nei paesi dell'Europa settentrionale dalla Danimarca alla Russia durante il 1500. Nella Germania del XIX secolo iniziò a essere chiamata berlinese o Bismarck, dal nome del cancelliere tedesco Otto von Bismarck.
Tra gli ebrei polacchi, la ciambella era fritta nell'olio o nello schmaltz anziché nel lardo, a causa delle leggi kasherut. In Polonia, queste ciambelle erano conosciute come ponchik. Gli immigrati ebrei polacchi in Palestina hanno portato con sé la loro ricetta e la tradizione di servirli ad Hanukkah. In Israele, tuttavia, hanno assunto un nuovo nome: sufganiyot, basato sulla descrizione del Talmud di un "impasto spugnoso".

## Descrizione
Il sufganiyah in stile ponchik era originariamente composto da due cerchi di impasto che circondavano un ripieno di gelatina, attaccati insieme e fritti in un unico pezzo. Sebbene questo metodo sia ancora praticato, una tecnica più semplice comunemente usata oggi è quella di friggere intere le palline di pasta, e poi iniettarle con un ripieno attraverso la siringa di un panettiere.

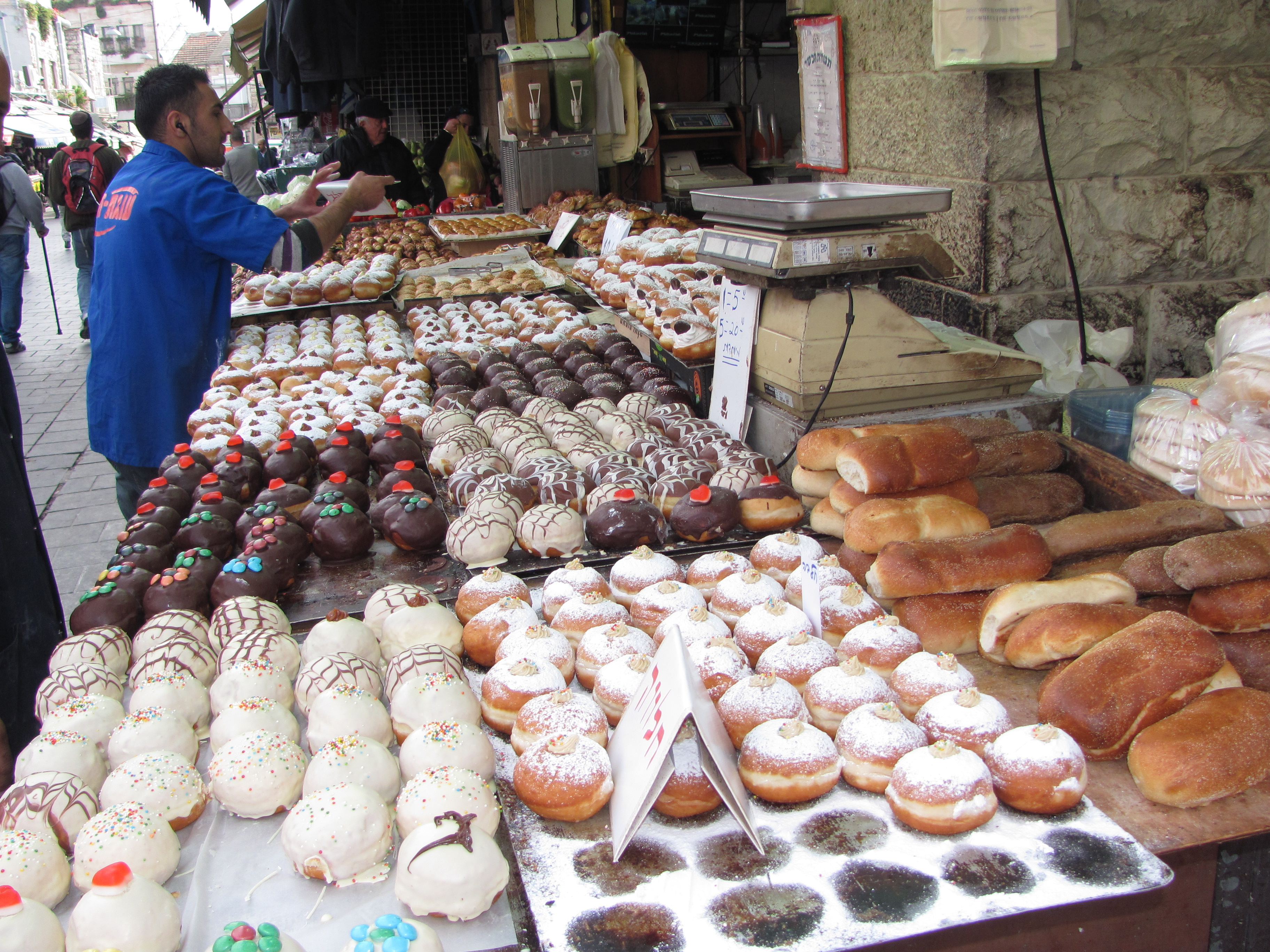
Sufganiyot in vendita

I sufganiyot moderni in Israele sono fatti con pasta lievitata dolce, riempita con gelatina rossa (di solito fragola, a volte lampone) e ricoperta di zucchero a velo. Le versioni più costose (fino a $3 per sufganiyah) sono farcite con dulce de leche, crema al cioccolato, crema alla vaniglia, cappuccino, halva, creme espresso, tartufo al cioccolato o araq, e aromatizzate con vari condimenti stravaganti, da scaglie di cocco a minuscole fiale di liquore a meringhe. Nel 2014 un panificio di Gerusalemme ha prodotto un impasto sufganiyah impregnato di vodka aromatizzata.

## Mini sufganiyot
Nel 2016, le panetterie israeliane hanno iniziato a ridimensionare i sufganiyot per attirare i consumatori attenti alla salute, a seguito di una campagna contro il cibo spazzatura del ministro della Salute Yaakov Litzman. Le confezioni di 100g ora appaiono in un formato di 50g con diversi ripieni e condimenti, aggiudicandosi il nome "mini".

## Popolarità

### In Israele
Fino agli anni '20, i sufganiyot e i latkes (frittelle di patate) erano ugualmente popolari durante la festività di Chanukkah. L'Histadrut, il sindacato nazionale israeliano formato nel 1920, ha spinto a sostituire il latke fatto in casa con il sufganiyah come cibo Chanukkah per eccellenza di Israele, al fine di fornire più lavoro ai suoi membri. I panifici commerciali iniziarono a vendere sufganiyot settimane prima dell'inizio della festività, allungando il periodo di lavoro. Il loro sforzo ebbe successo e il sufganiyot divenne il cibo più popolare in Israele. Nel XXI secolo, più ebrei israeliani riferiscono di mangiare sufganiyot ad Hanukkah che digiunare a Yom Kippur.
Oggigiorno i sufganiyot vengono venduti dalle panetterie israeliane già dal mese di settembre. Secondo quanto riferito, Angel Bakeries, il più grande panificio in Israele, frigge più di 25.000 sufganiyot ogni giorno durante gli otto giorni della festività religiosa. Ogni lotto utilizza 100 kg di impasto e fa 1.600 sufganiyot. I giornali locali aumentano l'entusiasmo valutando il "miglior sufganiyah della città". Il Ministero della Difesa acquista fino a 400.000 sufganiyot per i suoi soldati ogni Chanukkah. Poiché le truppe preferiscono in modo schiacciante le ciambelle ripiene di gelatina, il Ministero della Difesa acquista l'80% con ripieno di gelatina e il 20% con ripieno di cioccolato.

### In altre comunità ebraiche
Fino alla fine degli anni '70, i latkes erano il cibo tradizionale di Chanukkah negli Stati Uniti. La sufganiyah è stata introdotta da ebrei americani che avevano visitato o studiato in Israele e da ebrei israeliani che si erano stabiliti negli Stati Uniti. Oggi le panetterie di molte comunità ebraiche vendono sufganiyot, così come le panetterie non-kosher. Le catene di ciambelle Dunkin 'Donuts e Krispy Kreme forniscono sufganiyot nei loro punti vendita certificati kosher.
I sufganiyot sono venduti anche nei negozi kosher in Europa. Le comunità ebraiche più piccole in Russia e Ucraina organizzano speciali "infornate comunitarie" per preparare i sufganiyot per le feste scolastiche e all'asilo.

## Varietà salate
Esistono anche sufganiyot salati. Nel 2018, il Jerusalem Post ha riferito di una nuova tendenza di sufganiyot salato nei ristoranti di Manhattan, in cui l'impasto è riempito con cotoletta di pollo, pancetta di agnello, fegato o manzo affumicato. Altre varietà salate includono:
- Panzerotti in Italia, ripieni di mozzarella e salsa di pomodoro.
- Lachmazikas in Spagna, ripieni di tutto, da agnello e funghi a coregono, ricotta, peperoni ed erbe aromatiche.
- Samosa, ripieni di lenticchie e piselli, sono popolari tra gli ebrei iracheni in Israele.